# دیوار تمیشه
دیوار تمیشه مربوط به دوره ساسانیان است و در شهرستان کردکوی، روستای سرکلاته خرابشهر واقع شده و این اثر در تاریخ ۲۳ بهمن ۱۳۸۰ با شمارهٔ ثبت ۴۷۵۵ به‌عنوان یکی از آثار ملی ایران به ثبت رسیده است.